# Shozo Makino
Shozo Makino, född 15 maj 1915 i Shizuoka, död 12 februari 1987, var en japansk simmare.
Makino blev olympisk silvermedaljör på 1500 meter frisim vid sommarspelen 1932 i Los Angeles.